# 基尔·拉杰·雷格米
基尔·拉杰·雷格米（OGDB，OTSP，1949年5月31日—）生于尼泊尔的帕尔帕县（现属西部发展区蓝毗尼专区），是尼泊尔政治人物，现任尼泊尔首席大法官，2013年3月－2014年2月擔任尼临时政府总理。

## 履历

### 法官生涯
他从1972年开始自己的职业生涯，担任尼泊尔最高法院的一名科员直到1974年。从1974年至1985年，他陆续在尼泊尔一些县的法院里担任法官。之后一直到1991年，他担任尼最高法院副司法常务官（宪报公布I类）。在此期间，他担任尼泊尔多家上诉法院的法官和首席法官。2003年，他被任命为最高法院法官。2011年5月6日，他被尼泊尔总统拉姆·巴兰·亚达夫任命为首席大法官，接替任期届满的原首席大法官拉姆·普拉萨德·什雷斯塔。

### 成为总理
当尼泊尔最大党派和执政党尼泊尔联合共产党（毛主义）提名雷格米为临时政府总理（临时选举委员会主席）以便尼泊尔制宪会议举行新一届选举投票后，他开始被媒体所关注。2013年2月19日，尼泊尔四个主要政党——尼泊尔联合共产党（毛主义）、尼泊尔大会党、尼泊尔共产党（联合马列）和马德西联合民主阵线同意在首席大法官领导下成立一个临时政府暨临时选举委员会。根据四党达成的协议，成立一个由首席大法官雷格米领导的由11人组成的临时政府暨选举委员会，以便在当年6月的早些时候举行第二届制宪会议选举。
2013年3月14日，雷格米在尼泊尔总统府宣誓就任临时政府总理（临时选举委员会主席），接替因第一届制宪会议解散而辞职的看守政府总理巴布拉姆·巴特拉伊。当天下午，临时政府举行了首次会议。